# Thyra Holst
Thyra Holst (* 1968 in Hattingen) ist eine deutsche bildende Künstlerin.

## Werdegang
Thyra Holst erhielt zunächst eine tanzpädagogische Ausbildung bei Else Lang, die als Ausdruckstänzerin aus der Schule von Mary Wigman hervorging. Seit 2010 überträgt sie diese Fähigkeiten auf ihre Textilkunst. Ihre bevorzugte Technik ist der selbst hergestellte Nassfilz aus selbstgefärbter Wolle. Zunehmend verwendet sie weitere textilverarbeitende Techniken, z. B. Spinnen und Weben und verwendet nichttextile Materialien wie Film, Beton oder getrocknete Pflanzen. 2016 fand sie – inspiriert von der Landschaft der Hebriden – eine neue Art abstrakter Landschaftscollagen, bei denen sie Mineralien und Pflanzenteile strukturgebend verwendet und die sie auf gewölbten Papierbögen präsentiert. Im Jahr 2017 setzte sie sich in ihrer Kunst mit dem Dialog der Kulturen auseinander. Um dem von ihr wahrgenommenen in Deutschland wachsenden Rassismus entgegenzuwirken, initiierte sie die 12-monatige Wanderausstellung „Kulturen im Dialog“, in der 13 Künstlerinnen und Künstler aus Marokko, Algerien, Ägypten, Indien und Deutschland ihre Arbeiten 2019–2020 zum Thema „Brücken bauen und Mauern einreißen“ bürgernah in öffentlichen Gebäuden zeigen. 
Seit 2018 sind Thyra Holst und Anjan Ghosh (Indien) das Künstler-Duo „thyra & anjan“. Über 7.500 km hinweg schaffen sie digitale Malereien. Sie stellen seit 2019 regelmäßig international aus.
Seit 2020 pflegt Thyra Holst eine weitere Künstlerpartnerschaft mit Khawar Saleem Ghumman (Pakistan) im Bereich Textilkunst. 

## Ausstellungsbeteiligungen
- „Faces of Us“
  - 2023 National Gallerie Oujda, Marokko
  - 2023 Smart Art Gallerie Ifrane, Marokko
  - 2022 Bildungswerkstatt Schloss Eulenbroich, Rösrath
  - 2022 Kardinal Schulte Haus, Bergisch Gladbach - Bensberg
  - 2021 Museum Belogo, Region Odessa, Ukraine* 2019 „Kulturen im Dialog – Brücken bauen und Mauern einreißen“
  - Rathaus der Stadt Rösrath
  - Einkaufszentrum „Forum“, Gummersbach
  - Ministerium für Soziales, Integration und Gleichstellung des Landes Mecklenburg-Vorpommern
  - Zentrale der VHS der Stadt Köln
  - Kreishaus des Rheinisch Bergischen Kreises, Bergisch Gladbach
- 2019 Rovereto, Italien, AIAP - NATIONAL COMMITEE of IAA / Official Partner UNESCO „Human Rights # Clima“
- 2018 Villa Verte, Dialogpunkt des Goethe-Instituts in Oujda, Marokko
- 2017 Abtei Brauweiler, Pulheim
- 2017 Bildungswerkstatt Schloss Eulenbroich, Rösrath, Internationale Kunstausstellung & Doppelausstellung mit Renée Politzer
- 2016 Burgenmuseum Nideggen des Kreises Düren
- 2015 Abtei Brauweiler, Pulheim
- 2015–2016 Handwerkskammer zu Köln, Ausstellung der GEDOK
- 2013–2015 Internationale Gruppenausstellung „... in Bewegung“
  - Historische Spinnerei Gartetal, Klein Lengden
  - Musée du Feutre in Mouzon, Frankreich
  - Pfalzmuseum, Forchheim
  - Craft Museum of Finland in Jyväskylä, Finnland
  - Liechtensteinisches Landesmuseum
  - Fa. ZüricherStalder in Lyssach
  - Textilsammlung Max Berk in Heidelberg
- 2013–2014 Frauenmuseum (Bonn)[1]
- 2010 Spielmuseum Soltau, Auftragsarbeit